# Greg Ostertag
Gregory Donovan Ostertag (* 6. März 1973 in Dallas, Texas) ist ein ehemaliger US-amerikanischer Basketballspieler. In seiner zehnjährigen Profikarriere spielte der 2,18 Meter große Center bei den Utah Jazz und Sacramento Kings in der NBA. Während seiner Karriere galt Ostertag als einer der besten Shotblocker der Liga.

## Karriere
Nach seinem Besuch der Duncanville High School in Texas wechselte Ostertag an die University of Kansas. Nach vier Jahren für die Jayhawks wurde Ostertag im NBA-Draft 1995 von den Utah Jazz in der ersten Runde an 28. Stelle ausgewählt. Er etablierte sich schnell als startender Center der Jazz und erreichte mit diesen 1997 und 1998 das NBA-Finale. Jedoch scheiterten die Jazz beide Male an den Chicago Bulls um Michael Jordan und Scottie Pippen. Ostertag zeigte in diesen Jahren eine gute Verteidigung gegen dominante Center wie Shaquille O’Neal oder Hakeem Olajuwon, galt jedoch im Allgemeinen als offensiv sehr limitierter Center. 
2004 wechselte Ostertag als Free Agent zu den Sacramento Kings, wurde jedoch 2005 wieder zu den Jazz zurücktransferiert. Nach einer Saison für die Jazz beendete Ostertag 2006 seine Karriere. In seiner NBA-Karriere brachte es Ostertag im Schnitt auf 4,4 Punkte; 5,5 Rebounds und 1,7 Blocks pro Spiel.
Im Dezember 2011 gab Ostertag bekannt, dass er einen Vertrag bei den Texas Legends aus der NBA Development League unterschrieben habe und er versuchen wolle, wieder mit Basketball zu beginnen. Aufgrund einer Knieverletzung lief er jedoch nur in zehn Spielen für die Legends auf.

## Privat
2002 spendete Ostertag seiner Schwester Amy Hall eine Niere. Er war damit der erste Spieler der NBA-Geschichte, der ein Organ spendete und zum Profisport zurückkehrte. Seither engagiert sich Ostertag für Organspende.

## NBA-Bestleistungen
- Punkte: 25
- Rebounds: 21
- Assists: 6
- Steals: 3
- Blocks: 11
- Minuten gespielt: 49